# Anton Danilyuk
Anton Vladimirovich Danilyuk (tiếng Nga: Антон Владимирович Данилюк; sinh ngày 3 tháng 1 năm 1993) là một cầu thủ bóng đá người Nga. Anh thi đấu cho FC Veles Moskva.

## Sự nghiệp câu lạc bộ
Anh có màn ra mắt tại Russian Second Division cho F.K. Lokomotiv-2 Moskva vào ngày 24 tháng 8 năm 2012 trong trận đấu với F.K. Volga Tver.